# Симон (правитель Пеонии)
Симон — правитель Пеонии около 350 года до н. э.
О правившем около 350 года до н. э. Симоне известно только из монет с его именем. Аверс тетрадрахм Симона, отчеканенных по пеонийскому образцу, имеет очень большое сходство с монетами Никарха и Ликкея. В то же время на реверсе изображён треножник, распространённый для нумизматического материала в районе Дамастиона. По мнению В. Соколовской, Симон был представителем правящей династии у агриан.